# Lepidolaena stangeri
Lepidolaena stangeri là một loài rêu tản trong họ Lepidolaenaceae. Loài này được (Gottsche, Lindenb. & Nees) W. Martin & E.A. Hodgs. miêu tả khoa học lần đầu tiên năm 1950.